# Arisarum simorrhinum
Arisarum simorrhinum är en kallaväxtart som beskrevs av Michel Charles Durieu de Maisonneuve. Arisarum simorrhinum ingår i släktet Arisarum och familjen kallaväxter. Inga underarter finns listade.

## Bildgalleri

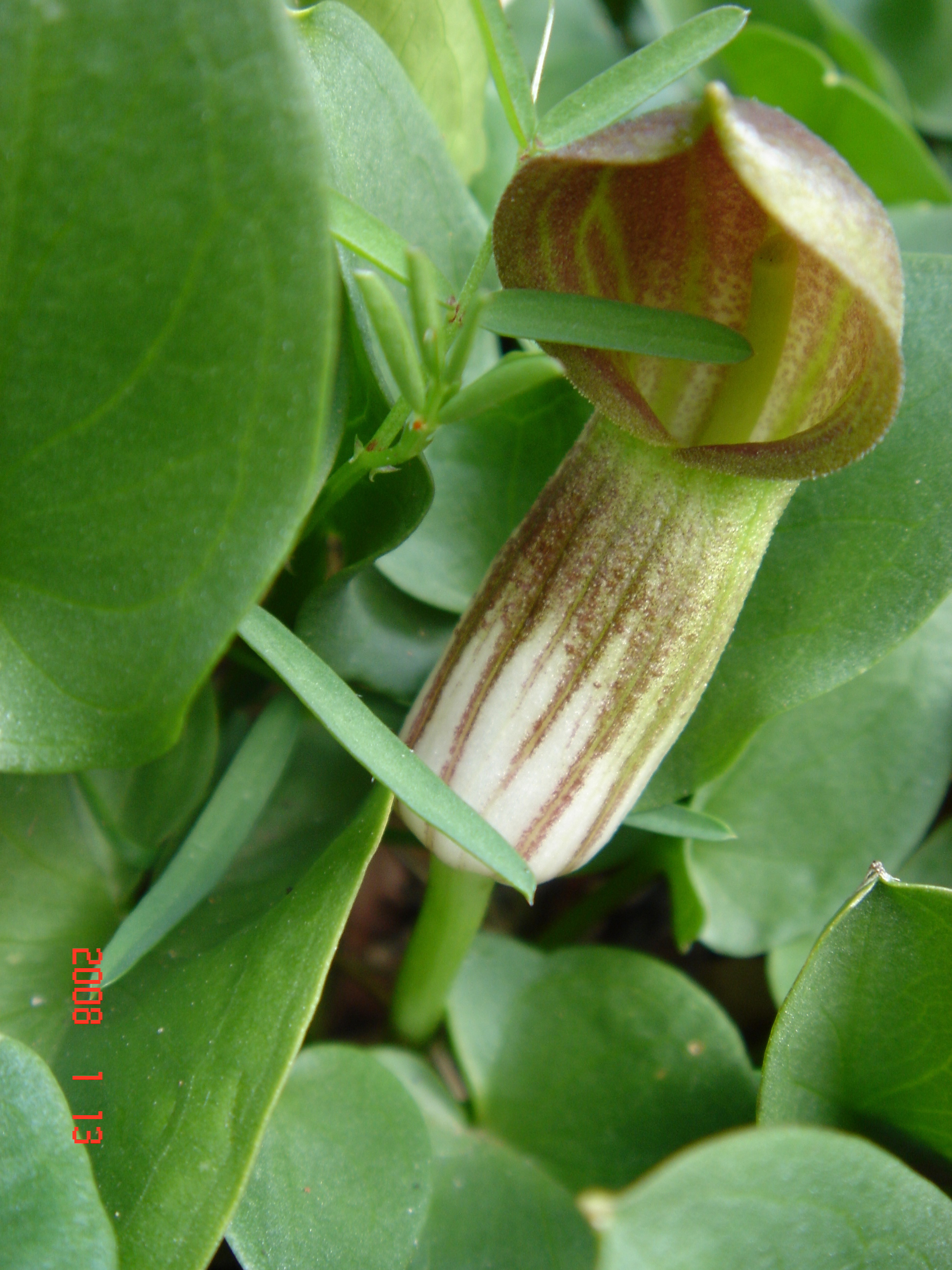
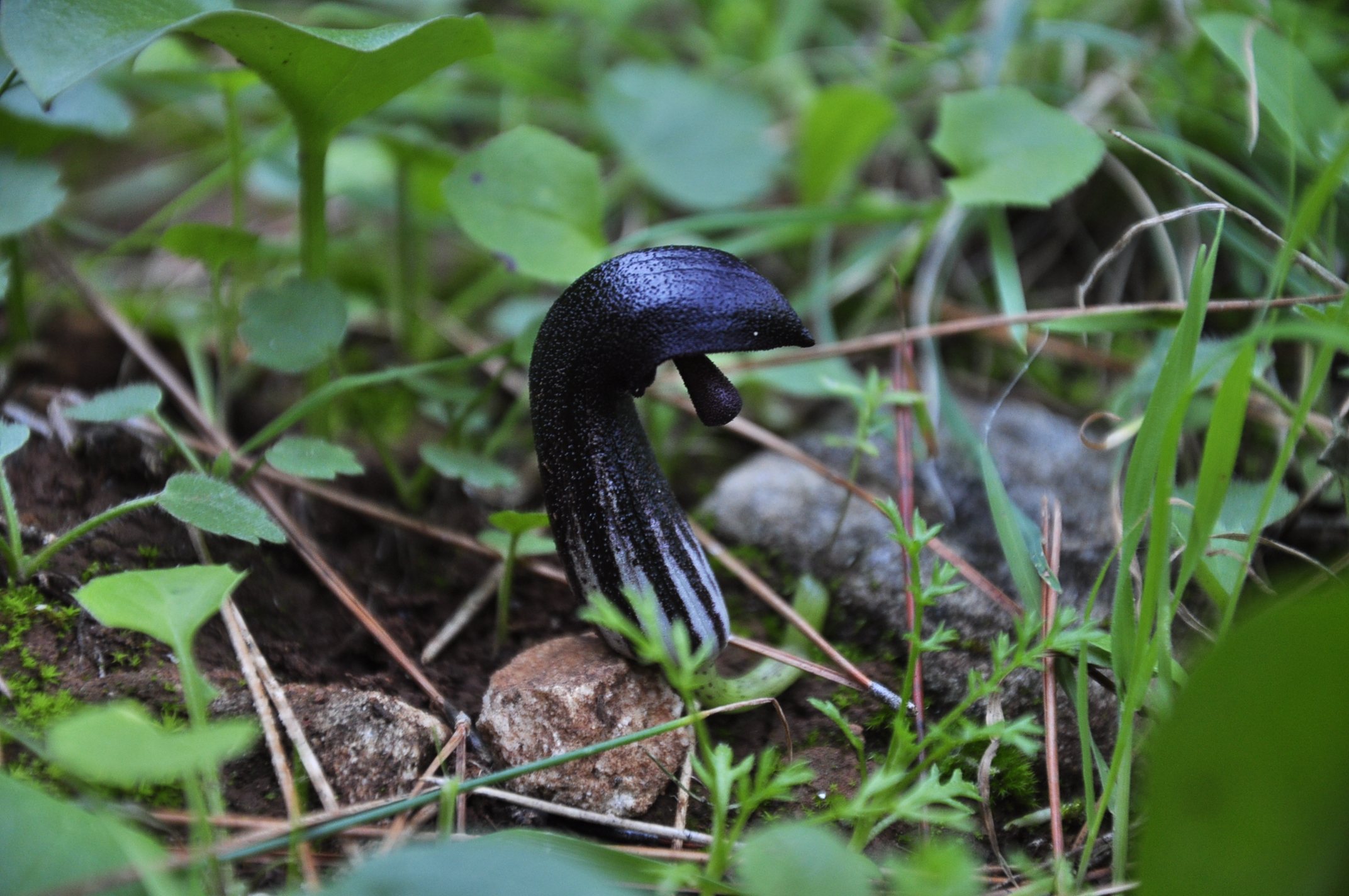